# Нетреба Діна Свиридівна
Діна Свиридівна Нетреба (нар.22 серпня 1935, Миколаївка, Маловисківський район, Кіровоградська область — 6 листопада 2018, смт Макарів, Київська область) — українська краєзнавиця. Членкиня Національної Спілки краєзнавців України, засновниця і керівниця макарівського районного історико-краєзнавчого клубу «Пошук», відмінниця освіти України, авторка низки книг з краєзнавства.

## Біографія
Діна Нетреба народилася в с. Миколаївка Маловисківського району на Кіровоградщині в сім'ї вчителя Свирида Гавриловича Колісника. Дитячі та юнацькі роки пройшли в селі Миролюбівка цього ж району. Закінчила Харківський державний бібліотечний інститут. Працювала завідувачукою Кіровської сільської бібліотеки.
1968 року з родиною переїхала до смт Макарів Київської області, де й проживала.
Тривалий час завідувала районною бібліотекою для дітей.
1988 року створила історико-краєзнавчий клуб «Пошук» на базі Центру творчості дітей та юнацтва ім. Данила Туптала. Пошуківці під її керівництвом 5 разів були переможцями України в експедиції «Краса і біль України» і протягом 12 років існування цієї експедиції займали щороку І або II місце в Київській області.
З 1959 року постійно публікувалася в періодиці. Як краєзнавиця опублікувала в пресі понад 300 розвідок. Писала документальні оповідання, нариси, публіцистику. Її стаття «Святий подвижник з українського роду» (про Данила Туптала) друкувалась у міжнародному діловому журналі «Імідж-UA» (в Америці, Англії, Європі).

## Твори
Краєзнавча література:
- Юні месники Макарівщини (Макарів, 2003);
- Збережемо пам'ять про подвиг (Фастів, 2005);
- Іскра та її герої (Київ, 2008);
- Літературна Макарівщина (Київ, 2008).
- Пам'ять житиме віками (Київ, 2013).

Книжки у співавторстві:
- Освітяни Київщини — учасники Великої Вітчизняної війни (1941—1945) (Київ, 2005);
- Вони захищали Вітчизну (Київ, 2005);
- Шляхами військової слави (Київ, 2005);
- Нариси з історії Макарівського району (Київ, 2006);
- Макарівський район — 85 років (Київ, 2008);
- У поетичній вітальні «Сузір'я»;
- Нові сходинки «Сузір'я» (Київ, 2009);
- Нариси з історії Ясногородки (Біла Церква, 2010).